# Richard Leakey

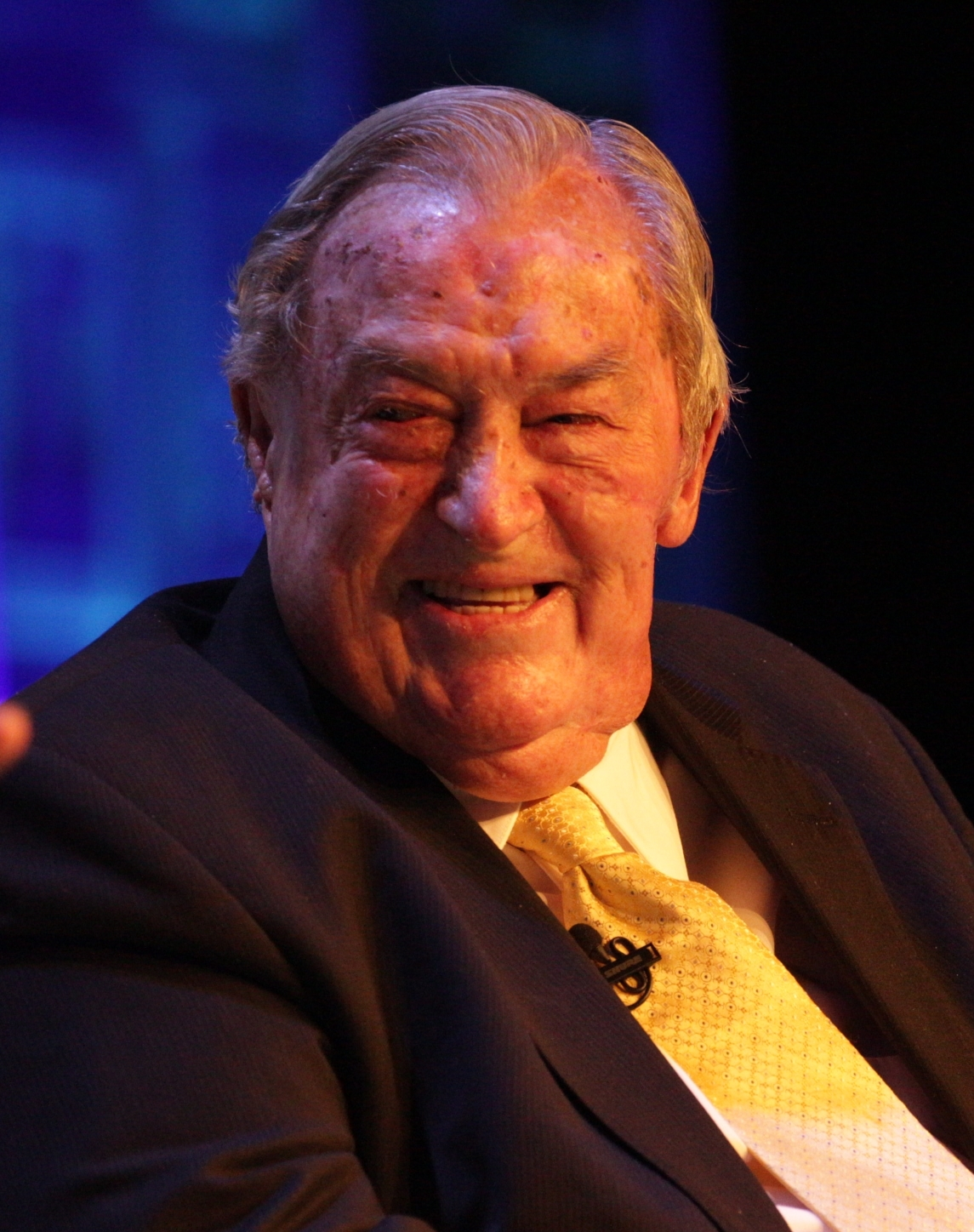
Richard Leakey (2015)

Richard Erskine Frere Leakey (* 19. Dezember 1944 in Nairobi; † 2. Januar 2022 ebenda) war ein kenianischer Paläoanthropologe. Er gehörte zusammen mit seiner Frau Meave Leakey zu einer weltweit bekannten Familie bedeutender Paläoanthropologen und fand am Turkana-See u. a. fossile Schädel von Homo habilis und Homo erectus. Von 1989 bis 1995 und von 1998 bis 2004 leitete er den Kenya Wildlife Service. Im Jahr 1995 war er an der Gründung der Oppositionspartei Safina (Swahili für „Arche“) beteiligt, für die er 1997 ins kenianische Parlament einzog.

## Werdegang
Richard Leakey war der zweite Sohn der Paläoanthropologen Louis Leakey und Mary Leakey; sein älterer Bruder Jonathan Leakey hatte 1964 die ersten versteinerten Überreste eines Homo habilis gefunden. In seiner Jugend wollte Richard Leakey auf keinen Fall Paläoanthropologe werden. Er beendete die Highschool nicht, sondern verließ sie im Alter von 16 Jahren und widmete sich dem Organisieren von Safaris. Bei dieser Arbeit entdeckte er die Fossilienfundstätte Peninj, zu der er 1964 gemeinsam mit Glynn Isaac eine Expedition leitete. Durch diese Arbeit angeregt, ging Richard Leakey 1965 nach England, um dort ein Studium aufzunehmen. Schon nach sechs Monaten kehrte er allerdings nach Kenia zurück und widmete sich wieder dem Safarigeschäft.
Unterstützt von der National Geographic Society leitete er von 1969 bis 1975 Ausgrabungen am Ostufer des Turkana-Sees, wo er 1972 einen knapp zwei Millionen Jahre alten Homo habilis entdeckte. Die Fundstelle hatte er 1967 bei einem zufälligen Überflug im Rahmen seines Safarigeschäfts als „fossilienverdächtig“ erkannt. 1984 grub er überdies Teile eines Homo erectus aus, der später als Nariokotome-Junge bezeichnet wurde. Seine Funde verschafften ihm in den USA zeitweise eine so große Popularität, dass ein Foto von ihm 1977 als Titelbild auf einer Ausgabe der Zeitschrift Time erschien.
Von 1974 bis 1989 war Richard Leakey Direktor des Nationalmuseums von Kenia sowie oberster Chef aller archäologischen Stätten des Landes. 1989 endete seine paläoanthropologische Tätigkeit, nachdem er von Präsident Daniel arap Moi zum Leiter des Kenya Wildlife Service ernannt worden war; seine Restrukturierungsmaßnahmen führten innerhalb kurzer Zeit zu einem erheblichen Rückgang der Wilderei in den Nationalparks. Bei einem Flugzeugabsturz verlor Richard Leakey 1993 beide Beine unterhalb des Knies, weshalb er 1994 diesen Posten aufgab.
1995 beteiligte er sich aktiv an der Gründung der oppositionellen Partei Safina. Er engagierte sich gegen die verbreitete Korruption in Kenia, wodurch er in den folgenden Jahren das Opfer politisch motivierter Beschuldigungen wegen angeblichen Missmanagements, Rassismus und Kolonialismus wurde. Er wurde Generalsekretär der Safina-Partei und 1997 in das kenianische Parlament gewählt, woraufhin er 1998 erneut zum Chef des Wildlife Service ernannt, 2004 aber erneut zum Rücktritt von dieser Position gezwungen wurde. Nach diesem Rückzug aus der offiziellen Politik verlegte er sich auf eine Art Guerilla-Taktik: Er hielt Reden, um die Menschen politisch aufzurütteln, und setzte sich dann wieder an einen sicheren Ort ab, um allzu großen Ärger zu vermeiden. Richard Leakey wurde wiederholt mit dem Tode bedroht und von der Regierung politisch überwacht, galt aber bis zuletzt als eine der angesehensten Persönlichkeiten Kenias und als Autorität auf dem Gebiet des Umwelt- und Naturschutzes: Sein Tod wurde den Medien durch Staatspräsident Uhuru Kenyatta bekannt gegeben.
2005 initiierte Leakey  das Turkana Basin Institute, das – in Zusammenarbeit mit der Stony Brook University und den Nationalmuseen von Kenia – Forschungsprojekte logistisch unterstützen und der lokalen Bevölkerung am Turkana-See die in dieser Region entdeckten vorzeitlichen Funde näherbringen soll.
Vor seiner Hochzeit mit Meave im Jahr 1970 war Leakey bis 1968 mit seiner ersten Frau Margaret verheiratet. Mit Meave hat er die Töchter Louise Leakey (* 1972) und Samira Leakey (* 1974). 1969 war bei ihm eine unheilbare Nierenkrankheit diagnostiziert worden, derentwegen er im Sommer 1979 in England mit Dialyse behandelt wurde. Sein Bruder Philip spendete Leakey im November 1979 eine Niere.

## Ehrungen
- 1998 wurde er in die American Academy of Arts and Sciences gewählt.
- Der Asteroid (7958) Leakey[7] wurde am 11. April 1998 nach ihm, seinem Bruder Jonathan und seinen Eltern benannt.
- 2009 wurde er in die Academia Europaea gewählt.[8]

## Schriften
- 1977: mit Roger Lewin: Wie der Mensch zum Menschen wurde. Neue Erkenntnisse über den Ursprung und die Zukunft des Menschen. (Origins) Hoffmann und Campe, 1978, ISBN 3-455089313.
- 1978: mit Roger Lewin: Die Menschen vom See. Neueste Entdeckungen zur Vorgeschichte der Menschheit. (People of the Lake) Bertelsmann 1980, ISBN 3-570016420. Ullstein 1982, ISBN 3-548320511.
- 1981: Die Suche nach dem Menschen: Was wir wurden, was wir sind. (The Making of Mankind) Umschau-Verlag, Ffm. 1981, ISBN 3-524690289.
- 1983: One Life. An Autobiography. Salem House Publishers, 1983, ISBN 0-881620556.
- 1992: mit Roger Lewin: Der Ursprung des Menschen. Auf der Suche nach den Spuren des Humanen. (Origins Reconsidered) S. Fischer 1993, ISBN 3-100432053. TB: 1998.
- 1994: Die ersten Spuren. Über den Ursprung des Menschen. (The origin of humankind) Bertelsmann 1997, ISBN 3-570120112. Goldmann, 1999.
- 1995: mit Roger Lewin: Die sechste Auslöschung. Lebensvielfalt und die Zukunft der Menschheit. (The Sixth Extinction) S. Fischer Verlag, 1996, ISBN 3-100427033.
- 2001: mit Virginia Morell: Wildlife. Ein Leben für die Elefanten. (Wildlife Wars) S. Fischer Verlag, Frankfurt 2004, ISBN 3-596160529.

## Belege
1. ↑  Ulf von Rauchhaupt: Ein überzeugter Afrikaner. Auf: faz.net vom 3. Januar 2022.
2. ↑  Fabian Urech: «Ein draufgängerischer Indiana Jones des echten Lebens»: Zum Tod des Tausendsassas Richard Leakey. Auf: nzz.ch vom 3. Januar 2022.
3. ↑  Richard Leakey: New Hominid Remains and Early Artefacts from Northern Kenya: Fauna and Artefacts from a New Plio-Pleistocene Locality near Lake Rudolf in Kenya. In: Nature. Band 226, 1970, S. 223–224, doi:10.1038/226223a0.
 Richard Leakey: Further Evidence of Lower Pleistocene Hominids from East Rudolf, North Kenya. In: Nature. Band 231, 1971, S. 241–245, doi:10.1038/231241a0.
 Richard Leakey: Further Evidence of Lower Pleistocene Hominids from East Rudolf, North Kenya, 1971. In: Nature. Band 237, 1972, S. 264–269, doi:10.1038/237264a0.
 Richard Leakey: Further Evidence of Lower Pleistocene Hominids from East Rudolf, North Kenya, 1972. In: Nature. Band 242, 1973, S. 170–173, doi:10.1038/242170a0.
 Richard Leakey: Further Evidence of Lower Pleistocene Hominids from East Rudolf, North Kenya, 1973. In: Nature. Band 248, 1974, S. 653–656, doi:10.1038/248653a0.
4. ↑  Colin Barras: Richard Leakey: Passionate, prickly and principled. In: New Scientist. Nr. 2730, 17. Oktober 2009, S. 32–33.
5. ↑  Renowned Kenyan conservationist Richard Leakey dies aged 77. Auf: france24.com vom 2. Januar 2022.
6. ↑  Turkana Basin Institute: About TBI.
7. ↑  Richard Leakey beim IAU Minor Planet Center (englisch)
8. ↑  Eintrag auf der Internetseite der Academia Europaea

| Personendaten    | Personendaten                                                       |
| ---------------- | ------------------------------------------------------------------- |
| NAME             | Leakey, Richard                                                     |
| ALTERNATIVNAMEN  | Leakey, Richard Erskine Frere; Leakey, Richard E.; Leakey, R. E. F. |
| KURZBESCHREIBUNG | kenianischer Paläoanthropologe                                      |
| GEBURTSDATUM     | 19. Dezember 1944                                                   |
| GEBURTSORT       | Nairobi                                                             |
| STERBEDATUM      | 2. Januar 2022                                                      |
| STERBEORT        | Nairobi                                                             |